# Triangle de Hala'ib
Le triangle de Hala'ib ou de Halayeb (مثلث حلايب en arabe, translittéré en Muthallath Halāyeb ou Muṯallaṯ Ḥalāʾib) est une région frontalière égyptienne de près de 21 000 km2, revendiquée par le Soudan qui l'a administrée entre 1902 et 2000.

## Géographie

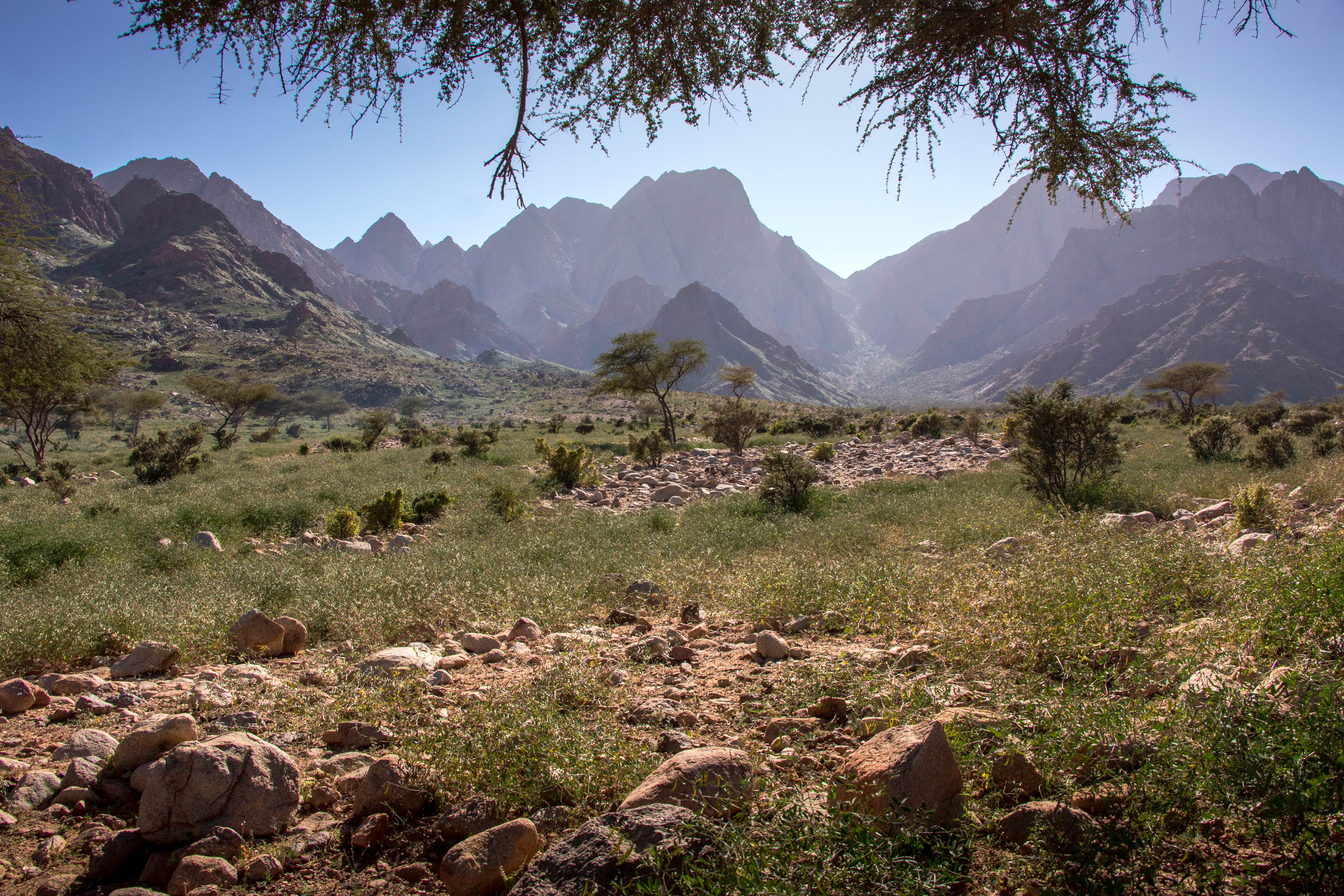
Zone montagneuse aux environs de Shalateen.

Hala'ib est une région grossièrement triangulaire dont la base est située le long du 22e parallèle Nord et de l'État de Mer Rouge soudanais, sur 290 km, et dont la superficie atteint 20 580 km2. Elle est bordée à l'est par la mer Rouge. La pointe ouest jouxte le Bir Tawil.
La principale ville de la région est Hala'ib ; Abu Ramad, à 30 km au nord-ouest sur la côte, est l'unique autre zone habitée. La ville égyptienne la plus proche est Shalateen (en), sur la limite nord. La ville soudanaise la plus proche est Osief, à 25 km au sud du 22e parallèle.

## Origine
La majeure partie de la frontière entre l'Égypte et le Soudan est située sur le 22e parallèle nord, telle quelle fut définie en 1899 par le Royaume-Uni pour délimiter la frontière nord du Soudan anglo-égyptien. Cette frontière est rectifiée en 1902 : le triangle de Hala'ib est alors placé sous administration soudanaise car les tribus de cette région sont alors basées au Soudan ; de façon similaire, le Bir Tawil passe sous administration égyptienne, étant un pâturage d'une tribu ababdeh basée à Assouan.

## Revendications

Hala'ib est en gris (territoire contesté)

L'Égypte revendique la frontière de 1899 correspondant au 22e parallèle ; cette interprétation place le triangle de Hala'ib sous contrôle égyptien et le Bir Tawil sous contrôle soudanais. Le Soudan revendique la frontière de 1902 : dans cette optique, le triangle de Hala'ib est situé au Soudan et le Bir Tawil en Égypte. En conséquence, les deux pays revendiquent le triangle de Hala'ib, mais aucun ne prétend à la souveraineté sur le Bir Tawil, qui est dix fois plus petit que le triangle et n'a aucun accès à la mer.
L'Égypte envoie des troupes dans la région en février 1958, mais les retire le même mois. Bien que les deux pays la revendiquent, elle reste sous contrôle soudanais jusqu'en 1992, lorsque l'Égypte proteste contre l'autorisation donnée par le Soudan à une compagnie pétrolière canadienne dans les eaux situées au large de Hala'ib. Des négociations sont engagées, mais la compagnie se retire avant qu'un accord de souveraineté soit conclu. En janvier 2000, le Soudan retire ses troupes de la région, cédant de facto son contrôle à l'Égypte, qui l'occupe depuis.

## Carte

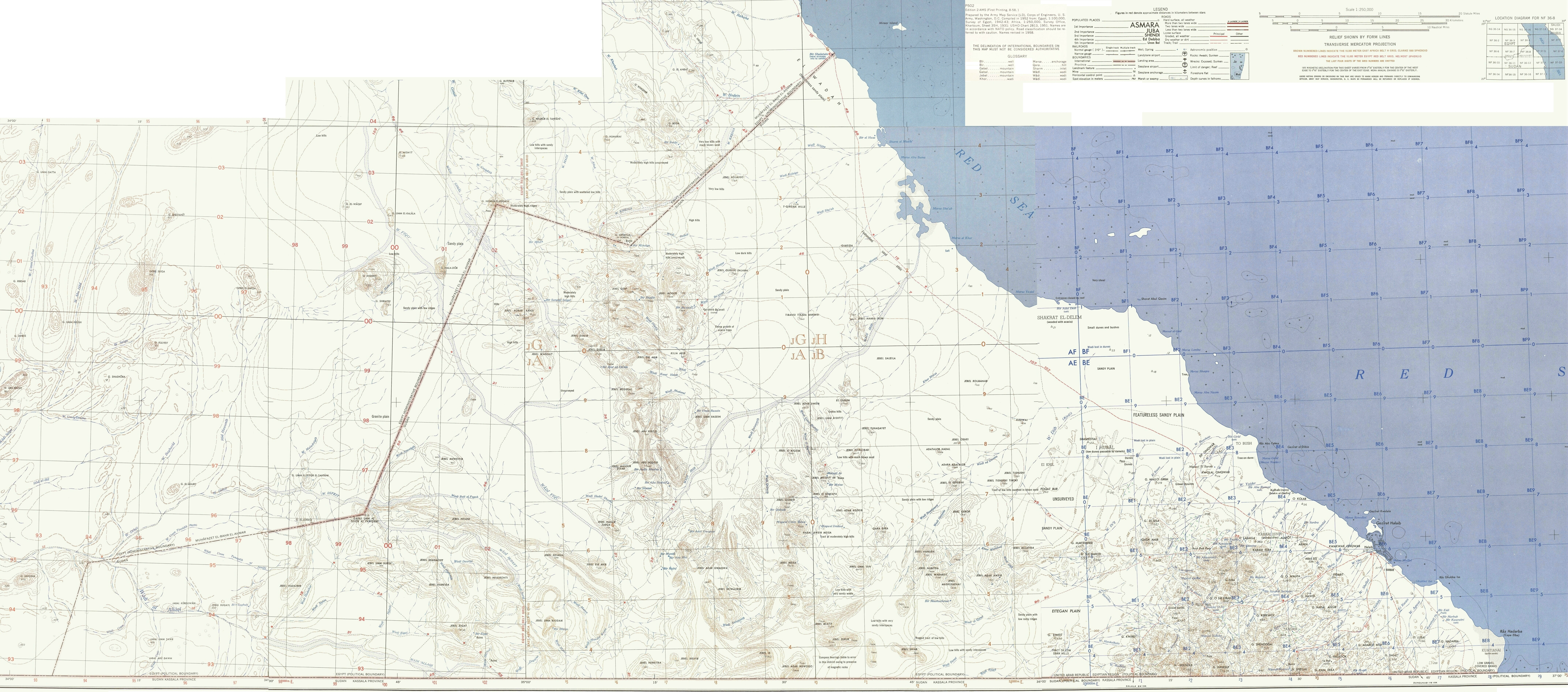
Carte de la zone du Triangle de Hala'ib